# Tovomita leucantha
Tovomita leucantha är en tvåhjärtbladig växtart som först beskrevs av Diederich Franz Leonhard von Schlechtendal, och fick sitt nu gällande namn av Jules Émile Planchon och Triana. Tovomita leucantha ingår i släktet Tovomita och familjen Clusiaceae. Inga underarter finns listade i Catalogue of Life.